# 入江美沙希
入江 美沙希（いりえ みさき、2006年7月19日 - ）は、日本のファッションモデル、アイドル、女優。大阪府出身。スターダストプロモーション第三事業部所属。

## 略歴
2018年4月29日に開催されたプチ☆コレ8のランウェイへの参加が契機となり、ニコ☆プチ専属モデル（プチモ）に選ばれる。プチ☆コレ9では、プチモメンバーとして各ステージに出演した。タイアップイベント「KOBEキッズブランドコレクションmeetsニコ☆プチ2019」には、入江を含むプチモ4名がゲストモデルとして参加した。
2019年、『ニコ☆プチ』ハワイロケメンバーに選抜され、同メンバーで8月号の表紙も飾る。2020年4月号では、プチ☆コレ選出同期の高比良由菜、近藤藍月とともに表紙を飾った。2020年6月号でプチモを卒業する。
モデル活動と並行して、2018年9月23日にはスターダストプロモーション大阪営業所レッスン生によるユニット「ブレイクタイムガールズ」（現：BREAK TIME GIRLS）に加入する。ブレイクタイムガールズのメンバーとして、同事務所に所属するSTARDUST PLANET（現：STAR PLANET）のアイドルグループのライブにオープニングアクトなどで登場した。
2019年12月28日のイベントをもってブレイクタイムガールズは一旦活動休止となったが、2020年6月22日に「BREAK TIME GIRLS」として再始動した。
2020年、スターダストプロモーション制作3部（現 第三事業部）ティーン部門は、女性俳優志望の所属者による劇団「Do It Over」を結成するが、入江は、この旗揚げメンバー13名に選ばれる。8月29日・30日、無観客生配信での第1回公演『ちゅうちゅうちゅーーう（血）』に出演した。
2020年10月にミスセブンティーン2020に選出されて、Seventeenの専属モデルとなった。
2022年4月、『めざましテレビ』（フジテレビ）内のコーナー「イマドキ」のリポーターである「イマドキガール」に就任した。
2023年5月3日、BREAK TIME GIRLSを卒業した。

## 人物
- 入江の祖父母は農家であり、休暇に訪れると農作業の手伝いをしている。祖父母の育てた柿を好んで食す[32]。
- 縄跳び「後ろはやぶさ」を習得している[1]。
- ジュエルナのカタログモデルをしていた[33]。プチモ就任後には、阿部ここはとともに同ブランドの1日店長を務めた[34][35]。
- 中学校1年生当時、初めて全プチモ集合の合宿が行われ、里芋掘りを体験した[36][37]。

## 出演

### テレビ番組
- めざましテレビ（2022年4月 - 、フジテレビ）- イマドキガール

### ネット番組
- ㋲っと！ニコ☆プチTV（2019年12月 - 、TSUTAYA TV）[38][39]

### 舞台
- 劇団Do It Over 第1回公演「ちゅうちゅうちゅーーう（血）」（2020年8月29日、 30日、川崎市アートセンターアルテリオ小劇場）[40][41][42]
- 劇団Do It Over 第2回公演「オタカラ！」（2021年8月28日、 29日、川崎市アートセンターアルテリオ小劇場）

### ファッションショー
- 東京ガールズコレクション
  - 第37回 マイナビ 東京ガールズコレクション 2023 AUTUMN／WINTER（2023年9月2日、さいたまスーパーアリーナ）[43]
  - CREATEs presents TGC KITAKYUSHU 2023 by TOKYO GIRLS COLLECTION（2023年10月7日、西日本総合展示場新館）[44]
  - TGC MATSUYAMA 2024 by TOKYO GIRLS COLLECTION（2024年7月13日、愛媛県武道館）[45]
- Rakuten GirlsAward 2023 AUTUMN/WINTER（2023年9月30日、幕張メッセ）[46]

### CM
- バンダイ 「パーリーポップス！」（2018年）[47]

### 広告
- HARUTA（2021年） - イメージガール[48]

## 書籍

### 雑誌連載
- ニコ☆プチ（2018年 - 2020年6月号、新潮社） - 専属モデル[2]
- Seventeen（2020年11月号 - 、集英社） - 専属モデル